# Cyperus tatandaensis
Cyperus tatandaensis är en halvgräsart som beskrevs av A. Muthama Muasya och David Alan Simpson. Cyperus tatandaensis ingår i släktet papyrusar, och familjen halvgräs.
Artens utbredningsområde är Tanzania. Inga underarter finns listade i Catalogue of Life.